# Герб Портімана
Ге́рб Портіма́на — офіційний символ міста Портіман, Португалія. Використовується як територіальний герб. У червоному щиті срібна вежа з зеленими вікнами і брамою, яка височіє на чорній скелі. Скеля перетята внизу щита хвилястими смугами — двома срібними і однією зеленою. У главі щита дві голови: світлошкірого християнського короля в золотій короні (праворуч) і темношкірого мавританського еміра в срібному тюрбані (ліворуч). Щит увінчує срібна мурована міська корона з п'ятьма вежами.  Під щитом біла стрічка, на якій великими літерами напис португальською: «cidade de Portimão» (місто Портіман).  Офіційно затверджений 21 березня 1941 року.  

## Галерея

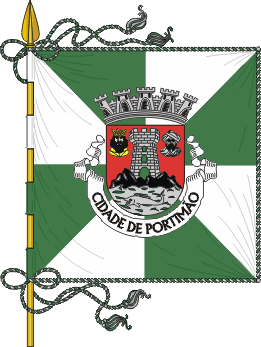
Прапор